# Godhra
Godhra (en guyaratí: ગોધરા ) es una ciudad de la India capital del distrito de Panchmahal, en el estado de Guyarat.

## Geografía
Se encuentra a una altitud de 125 m s. n. m. a 146 km de la capital estatal, Gandhinagar, en la zona horaria UTC +5:30.

## Demografía
Según estimación 2011 contaba con una población de 147 506 habitantes.